# الجمعية الخلدونية للأبحاث والدراسات التاريخية
الجمعية الخلدونية للأبحاث والدراسات التاريخية هي جمعية تعنى بالتاريخ    والتراث المحلي والجزائري.أسسها فوزي مصمودي في 13 نوفمبر 1997. واعتمدت رسميا في 03 جوان1998. تهدف الجمعية إلى العناية بالتاريخ وإحياء التراث المحلي والوطني في الجزائر، كما تهتم بالبحث في الآثار المادية والمخطوطات الخاصة في منطقة بسكرة وأيضا المساهمة الفعلية في كتابة تاريخ الثورة الجزائرية،    تقوم الجمعية بتنظيم ملتقيات ومحاضرات ومسابقات ورحلات. تصدر الجمعيّة الخلدونيّة مجلّة فصليّة هي ( المجلّة الخلدونيّة )صدر منها حتى الآن تسعة أعددا.

## أهداف الجمعية
- -العناية بالتاريخ وايحياء التراث المحلي والوطني.
- - البحث في الآثار المادية والمخطوطات الخاصة بمنطقة الزيبان .
- - المساهمة العملية في كتابة تاريخ ثورة نوفمبر 1954.
- - تنظيم الملتقيات والمحاضرات والمسابقات والرحلات والمخيمات.
- - المساهمة في عملية التنشيط الثقافي والفني بواسطة الوسائل القانونية.

## مكتب الجمعية
- الرئيس: عبد المالك عتيق حمود
- نائب الرئيس: سليم كرام
- نائب الرئيس: فوزي مصمودي
- أمين المال: عبد القادر صيد
- نائب أمين المال: يعقوب رماضنة
- الكاتب العام: السايح بلعيدي
- نائب الكاتب العام: أيمن سدراتي

## نوادي الجمعية
- - نادي التاريخ والمخطوطات والوثائق.
- - نادي المؤرخ الصغير .
- - نادي الثورة والحركة الوطنية.
- - المجلة الخلدونية.
- - النادي الأدبي.
- - نادي المراسلة وجمع الطوابع.

## وصلات خارجية
- صفحة الجمعية الخلدونية في الفايسبوك
- fb.com/khaldonia

1. ↑  Peter N. Stearns؛ Peters Seixas؛ Sam Wineburg، المحررون (2000). "Introduction". Knowing Teaching and Learning History, National and International Perspectives. New York & London: New York University Press. ص. 6. ISBN:978-0-8147-8141-8. مؤرشف من الأصل في 2020-01-06.
2. ↑  Lowenthal، David (2000). "Dilemmas and Delights of Learning History". في Peter N. Stearns؛ Peters Seixas؛ Sam Wineburg (المحررون). Knowing Teaching and Learning History, National and International Perspectives. New York & London: New York University Press. ص. 63. ISBN:978-0-8147-8141-8. مؤرشف من الأصل في 2020-01-06.
3. ↑  Seixas، Peter (2000). "Schweigen! die Kinder!". في Peter N. Stearns؛ Peters Seixas؛ Sam Wineburg (المحررون). Knowing Teaching and Learning History, National and International Perspectives. New York & London: New York University Press. ص. 24. ISBN:978-0-8147-8141-8. مؤرشف من الأصل في 2020-01-06.
4. ↑  طالبي, محمد الأمين. "تعد أقوى و أطول معارك الثورة ومن أسباب تدويل القضية الجزائرية". يومية النصر الجزائرية (بالفرنسية). Archived from the original on 2020-11-07. Retrieved 2020-11-07.
5. ↑  ثورة التحرير كلفت فرنسا 23 ألف وَ652 جنديا نسخة محفوظة 07 نوفمبر 2017 على موقع واي باك مشين.
6. ↑  أحمد، أميمة (1/11/2014). "ثورة الجزائر بلا تأريخ في عيدها الستين". الجزيرة نت. مؤرشف من الأصل في 22 سبتمبر 2018. اطلع عليه بتاريخ 2020-11-07. {{استشهاد ويب}}: تحقق من التاريخ في: |تاريخ= (مساعدة)